# Vydas Gedvilas
 Vydas Gedvilas, né le 17 mai 1959 à Užvenčio dans la municipalité du district de Kelmė, est un homme politique lituanien, président du Parlement de 2012 à 2013.

## Biographie
Il est diplômé de l'université des sports de Lituanie en 1981, a été entraîneur pour des équipes de basket-ball de 1988 à 2002. Il entraîne l'équipe féminine qui remporte le championnat d'Europe[Lequel ?].
En tant que membre du Parti travailliste, il est élu au Parlement de 2004 à 2005 et de 2012 à 2016 où il en est devenu le président. Il est aussi membre du conseil municipal de Kaunas.
En septembre 2021, Gedvilas est élu président de la Fédération de Lituanie de basket-ball ; il succède à Arvydas Sabonis.